# Guy Montagné
Guy Montagné, nascido em 06 de março, em Paris, é um ator e comediante francês.

## Biografia
Ele é o "neto de uma cantora de ópera, numa família onde os músicos nascem de geração em geração", e filho de Jean-Claude Beïret Montagné, refratário do STO (serviço de trabalho obrigatório) tendo sido internado em prisões franquistas, engenheiro de rádio-eletrônica e gerente de negócios em eletrônica.

### Carreira
Em 1972, Guy Montagné deixou o Cours René Simon premiado com o prêmio Marcel Achard, então foi rapidamente descoberto por diretores como Robert Manuel e Luis Buñuel, este último o contratando para seu filme O Fantasma da Liberdade.
De 1974 a 1978, ele interpretou por treze episódios o papel do inspetor Guyomard na série de televisão Commissioner Moulin ao lado de Yves Rénier . Em seguida, ele apareceu em vários filmes de televisão, incluindo a trilogia Les Rebelles de Jean-Pierre Chabrol dirigida por Pierre Badel.
Em 1978, Stéphane Collaro o contratou para fazer imitações e escrever textos cômicos para seu programa de rádio na estação Europe1. A descoberta da novela Todos os caminhos levam ao rum, a primeira novela político-radiofônica, impulsionou Collaro e Montagné ao topo da audiência do rádio.[carece de fontes?] . Posteriormente, colaboraram na televisão de 1979 a 1981 com o programa Le Collaro show . A trupe de Collaro mudou de Antenne 2 para TF1, o show sendo renomeado para Co-Co Boy, onde Guy Montagné conheceu a coco-girl americana Terry Shane, que se tornou sua esposa e diretora de seus primeiros shows individuais . Durante o "Período Collaro" que se estende por quase uma década, do final da década de 1970 a meados da década de 1980, tornou-se muito popular com sua imitação do historiador Alain Decaux.
Ele também criou o personagem do General Buzard. Em uniforme de combate de campo, a boina vermelha puxada para baixo na testa, Buzard — talvez em "tributo" ao General Bigeard — fica repetindo: "Bando de pequenos bastardos !". Assim, ele empresta as expressões faciais de Noël Roquevert na cena do bistrô do filme La ligne de demarcation de Claude Chabrol.
Em 1985, foi a voz francesa do Pato Donald no programa Le Disney Channel na FR3. No mesmo ano, deixou a equipe Collaro e foi para o Théâtre du Splendid ao lado de Smaïn em Tous aux abris, comédia de Jean-Jacques Burah. Ainda em 1985, atuou no filme P.R.O.F.S de Patrick Schulmann, depois lançou a série Frog show no Canal+ e Sac à Dingues surprises no FR3.
Em 1987, escreveu, produziu e interpretou o espetáculo Programme minimum, dirigido por Francis Perrin.
Em 1988, Philippe Bouvard o convidou para seu programa Les Grosses Têtes na RTL e depois na TF1, do qual se tornaria um dos pilares por quatorze anos.
Em 1992, participou do filme Le Retour des Charlots. No mesmo ano, Guy Montagné criou seu primeiro show individual no Théâtre des Deux Ânes. Até 2004, fez outros nove shows individuais no Théâtre de Dix heures, no Théâtre Grévin, no Daunou, no Théâtre du Gymnase e no Palais des Glaces.
Em 2000, seus antigos ajudantes do Collaro Show, Philippe Bruneau e Rita Brantalou, o convidaram para o papel principal masculino em sua peça Sous les pavés, la plage no <i>Théâtre de la Gaîté-Montparnasse</i> ao lado de Danièle Évenou.
Em 2002, foi com Jeane Manson que triunfou em Un homme parfait no Théâtre de la Michodière.
Em 2003, divorciou-se e depois conheceu a atriz Sylvie Raboutet com quem hoje divide a vida sentimental e profissional. Eles se casaram em 2014 e criaram muitos shows juntos, incluindo La groupie du comique, En route pour Vegas e Histoires drôles pour les couples 1 e 2.
Em 2006, produziram La filière espagnole, um documentário sobre as "Fugas da França" retirado do livro de Jean-Claure Beiret Montagné, pai do comediante.
Em 2010, o casal Montagné-Raboutet trocou definitivamente o gênero das histórias engraçadas pela sátira política, ao criar a websérie Pépette & Papy . A conselho de Jacques Mailhot, diretor do Théâtre des deux Ânes, eles tiraram dele o show de comédia campanha-política Pépette & Papy à l'Élysée, que eles mesmos produziram em Paris e em turnê.
Desde os anos 2000, Guy Montagné percebe que estará cada vez mais em uma competição acirrada com muitos novos comediantes emergentes, o que terá o efeito de torná-lo menos midiático. Mas para Guy Montagné, se os comediantes estão por toda parte, ele continua sua carreira às vezes em pequenos palcos, pequenas salas de espetáculos, às vezes em pequenas cidades do interior.

### Vida privada
Em fevereiro de 2014, Guy Montagné é vítima de paralisia facial do lado esquerdo, conhecida como paralisia de Bell ou "paralisia facial periférica”, devido ao estresse relacionado ao roubo da bilheteria (reservas)  de seu show que ele apresentaria em 1º de fevereiro, no município de Muzillac ( Morbihan ), e à forma como foi tratado por este município após o roubo. O município não quis reembolsá-lo. Ele faz um sketch. Tratado no Pitié-Salpêtrière, em Paris, recuperou-se rapidamente, podendo voltar a sorrir dois meses após o incidente.

## Filmografia

### Cinema
- 1974 : The Bonzess de François Jouffa
- 1974 : O Fantasma da Liberdade de Luis Buñuel : um monge
- 1977 : O Aprendiz do Bastardo de Michel Deville : O bancário
- 1982 : O que excita as garotas<span typeof="mw:DisplaySpace" id="mwqQ">&nbsp;</span>? por Michel Vocoret : Cervoise, o dono do hotel
- 1982 : Ela vê anões em todos os lugares<span typeof="mw:DisplaySpace" id="mwsA">&nbsp;</span>! por Jean-Claude Sussfeld : o clima
- 1984 : American Dreamer por Rick Rosenthal : o motorista de taxi
- 1985 : PROFS por Patrick Schulmann : René Nogret (professor de matemática)
- 1986 : Paulette, a pobre bilionária de Claude Confortès : o fazendeiro
- 1987 : As orelhas entre os dentes de Patrick Schulmann : Gayat
- 1991 : Os Segredos Profissionais do Dr. Apfelglück : um policial
- 1992 : O Retorno dos Charlots por Jean Sarrus : Subtenente Caussade
- 2007 : O tempo de um olhar de Ilan Flammer : Gastão

### Televisão
- 1972 : No teatro esta noite : Lysistrata de Albert Husson depois de Lysistrata de Aristófanes, encenação de Robert Manuel, encenação de Georges Folgoas, Théâtre Marigny
- 1973 : Monsieur Emilien est mort de Jean Pignol
- 1974 : The Tiger Brigades, episódio " The Black Hand " de Victor Vicas
- 1976 : Os rebeldes, de Jean-Pierre Chabrol dirigido por Pierre Badel, Antenne 2
- 1976-1980 : Comissário Moulin
- 1979 : O show Collaro, Antena 2
- 1982 : Cocoboy, TF1
- 1985 : O Disney Channel, FR3
- 1986 : Bolsa surpresa louca, FR3
- 1992 - 1997 : Os Cabeçudos, TF1
- 2004 : La Crim, “Táxi Noturno”, direção de Denis Amar
- 2005 : Louis Page, “Real Life”, dirigido por Heikki Arekallio
- 2006 : Comissário Cordier, "High security", dirigido por Eric Summer, TF1
- 2006 : Alice Nevers, a juíza é uma mulher (temporada 5, episódio 4) “Cas De Conscience” de Éric Summer : Binet
- 2007 : Les Cerfs volants, segundo Romain Gary, dirigido por Jérôme Cornuau .

## Teatro
- 1972 : Le Plaisir conjugal de Albert Husson, encenação de Robert Manuel, Théâtre de la Madeleine
- 1973 : A situação é grave mas não desesperadora, dirigido por René Clermont, Théâtre Daunou
- 1975 : The Fantastiks, comédia musical de Harvey Schnmidt e Tom Jones, Théâtre Campagne Première
- 1992 : Se não for Montagné, não quero, sozinho no palco, Théâtre des Deux Ânes
- 1993 : The Best, sozinho no palco, Théâtre de Dix Heures
- 1993 : Obras inéditas, sozinho no palco, Théâtre de Dix Heures
- 1995 : Guy Montagné está se divertindo no Grévin, sozinho no palco, Théâtre Grévin
- 1997 : Programa Mínimo, dirigido por Francis Perrin, em turnê
- 1999 : Histórias de férias, sozinho no palco, Théâtre de Dix Heures
- 2000 : Sob os paralelepípedos, a praia de Rita Brantalou e Philippe Bruneau, direção de Jean-Luc Moreau, Teatro Daunou
- 2001 : Adeus às piadas, sozinho no palco, Théâtre de la Gaîté-Montparnasse, Théâtre du Gymnase
- 2003 : A Perfect Man de Michel Thibauld, dirigido por Jean-Pierre Dravel e Olivier Macé, Théâtre de la Michodière
- 2004 : Caramba, sozinho no palco, Théâtre Daunou
- 2006 : La Crampon, dirigido por Francis Perrin, Théâtre de la Gaîté-Montparnasse
- 2007 : A groupie cômica, com Sylvie Raboutet, em turnê
- 2011 : Histórias engraçadas para casais, com Sylvie Raboutet, Théâtre des Deux Ânes
- 2015 : Kes'kon fará (renomeado "Histórias engraçadas para casais 2), com Sylvie Raboutet, em turnê.[9]

## Rádio
- 1978-1981 : participação no programa de Stéphane Collaro, A vos wishs, sobre a Europa 1 .
- 1981-1982 : animação com Jacques Pessis do programa Show les coeurs no RMC .
- 1986-1987 : animação da seção diária Le journal à Montagné na Radio Tour Eiffel 95.2.
- 1988-2000 : participante do programa de Philippe Bouvard, Les grosses têtes, na RTL .
- De 1989 a 1992, empresta sua voz aos jingles da rádio Maxximum.[10]